# Gūgol-e Bozorg
Gūgol-e Bozorg (persiska: گگل بزرگ, گوگل بزرگ) är en ort i Iran.   Den ligger i provinsen Golestan, i den norra delen av landet, 400 km öster om huvudstaden Teheran. Gūgol-e Bozorg ligger 361 meter över havet och antalet invånare är 122.
Terrängen runt Gūgol-e Bozorg är kuperad åt nordost, men åt sydväst är den bergig. Gūgol-e Bozorg ligger nere i en dal. Runt Gūgol-e Bozorg är det ganska glesbefolkat, med 48 invånare per kvadratkilometer. Närmaste större samhälle är Kalāleh, 18,8 km väster om Gūgol-e Bozorg. I omgivningarna runt Gūgol-e Bozorg växer i huvudsak blandskog.